# Feuerwehr Oberhausen
Die Feuerwehr Oberhausen mit Sitz in der Feuer- und Rettungswache in der Brücktorstraße in Oberhausen ist verantwortlich für den Brandschutz, die Technische Hilfeleistung und die Brandbekämpfung in der Stadt Oberhausen. Sie gehört zum Fachbereich Allgemeine Verwaltung der Stadt Oberhausen und besteht aus einer Berufsfeuerwehr (BF) und 4 Löschzügen der Freiwilligen Feuerwehren (FF). Den Freiwilligen Feuerwehren sind die Jugendfeuerwehren angegliedert.

## Geschichte
Eine erste Freiwillige Feuerwehr wurde 1887 durch Sterkrader Bürger nach einigen großen Schadensfeuern gegründet. 1899 wurde in dieser Wehr ebenfalls eine Feuerwehrkapelle gegründet. Die Berufsfeuerwehr Oberhausen entstand 1910 mit der Einstellung von 7 hauptberuflichen Feuerwehrmännern, die in Wechselschicht rund um die Uhr die Feuerwache besetzten. Nach dem Zweiten Weltkrieg wurden zunächst alle Freiwilligen Feuerwehren in Oberhausen, außer die FF Sterkrade, aufgrund eines Erlasses der alliierten Militärregierung aufgelöst und erst ab den 1960er Jahren wieder aufgestellt. Die Berufsfeuerwehr erreichte 1947 die von der alliierten Militärregierung angeordnete Sollstärke von 60 Mitgliedern. Im Mai 1955 konnte die neu erbaute Feuerwache 2 an der Eichelkampstraße in Sterkrade als Gruppenwache bezogen werden. Im gleichen Jahr erhielt das gesamte Stadtgebiet eine neue Feuermeldeanlage mit 140 Feuermeldestellen.
Von 1959 bis 1968 wurde unter der Leitung von Oberbrandrat Dockenfuß der technische, organisatorische und personelle Aufbau der Feuerwehr weiter fortgeführt. Im Jahr 1966 wurde die Feuerwache 2 erweitert.

## Berufsfeuerwehr
Die Berufsfeuerwehr Oberhausen besteht derzeit aus 240 Beamten im aktiven feuerwehrtechnischen Dienst und betreibt zwei Feuerwachen. Neben der FF Oberhausen-Mitte und der FF Oberhausen-Süd ist die BF in der Feuer- und Rettungswache 1 in der Brücktorstraße und, neben der FF Sterkrade, in der Feuer- und Rettungswache 2 in der Dorstener Straße untergebracht. Auf dem Gelände der Feuer- und Rettungswache 1 befindet sich ebenfalls die Feuerwehrschule Oberhausen sowie die integrierte Leitstelle. Neben Kräften für die technische Hilfe und die Brandbekämpfung hält die BF Oberhausen seit 1996 eine Höhenrettungsgruppe mit 39 Höhenrettern und seit 1962 eine Wasserrettungsgruppe (Taucherstaffel) mit 43 Tauchern vor. Die Höhenretter und Taucher der BF Oberhausen werden auf Anforderung in ganz Nordrhein-Westfalen eingesetzt. Die Taucherstaffel koordiniert zudem die Einsätze aller Taucherstaffeln aus Nordrhein-Westfalen. Die Ausbildung der Höhenretter und Taucher der BF Oberhausen erfolgt in der Feuerwehrschule Oberhausen. Die Alarmierung der BF sowie der FF erfolgt über Funkmeldeempfänger sowie der App „Divera“.

## Freiwillige Feuerwehr
| Wehr                         | gegründet                                                               |
| ---------------------------- | ----------------------------------------------------------------------- |
| Löschzug FF Sterkrade        | 1887                                                                    |
| Löschzug FF Königshardt      | 8. September 1924, Auflösung 10. Dezember 1947, Neugründung 8. Mai 1964 |
| Löschzug FF Oberhausen-Süd   | 1997                                                                    |
| Löschzug FF Oberhausen-Mitte | 1997                                                                    |